# Amín Tajjib
Mohamed Amín Tajjib (arabsky ومحمد امين طيب‎), (* 28. září 1985) je alžírský zápasník–judista.

## Sportovní kariéra
Na mezinárodní scéně se začal objevovat od svých 28 let. O post alžírské jedničky v těžké váze soupeří s Bilalem Zouanim. Připravuje se v Oranu pod vedením Samíra Sebba. V roce 2016 se kvalifikoval na olympijské hry v Riu a vypadl ve druhém kole s Francouzem Teddy Rinerem.
Mohamed Amine Tayeb je pravoruký judista, jeho osobní technika je tani-otoši.

### Vítězství
- 2014 - 1x světový pohár (Port Louis)
- 2015 - 2x světový pohár (Casablanca, Wollongong)

## Výsledky
| Turnaj             | 2012       | 2013       | 2014       | 2015       | 2016       |
| Turnaj             | 27         | 28         | 29         | 30         | 31         |
| Turnaj             | těžká váha | těžká váha | těžká váha | těžká váha | těžká váha |
| ------------------ | ---------- | ---------- | ---------- | ---------- | ---------- |
| Olympijské hry     | —          |            |            |            | úč.        |
| Mistrovství světa  |            | úč.        | —          | —          |            |
| Mistrovství Afriky | 3.         | 2.         | —          | 5.         | 2.         |